# جيني جارث
جيني جارث (بالإنجليزية: Jennie Garth)‏ مواليد 3 أبريل 1972 في إلينوي، الولايات المتحدة، هي ممثلة أمريكية بدأت مسيرتها الفنية عام 1989.

## روابط خارجية
- جيني جارث على موقع IMDb (الإنجليزية)
- جيني جارث على موقع ألو سيني (الفرنسية)
- جيني جارث على موقع أول موفي (الإنجليزية)
- جيني جارث على موقع قاعدة بيانات الأفلام السويدية (السويدية)
- جيني جارث على موقع إن إن دي بي (الإنجليزية)
- جيني جارث على موقع قاعدة بيانات الفيلم (الإنجليزية)
- جيني جارث على موقع كينوبويسك (الروسية)